# Lina Abu Akleh
Lina Abu Akleh   (Jerusalem, 17 d'abril de 1995) és una activista pels drets humans palestino-armènia.
Abu Akleh va créixer a Jerusalem; el seu pare és palestí i la seva mare, armènia. És llicenciada en Estudis Polítics per la Universitat Americana de Beirut. Ha fet un màster en Estudis Internacionals a la Universitat de San Francisco.
És coneguda per la seva campanya a favor de la justícia per la seva tia, Shireen Abu Akleh, una periodista assassinada a trets per les forces israelianes el 2022. També ha alçat la veu per qüestions que afecten els palestins en general. Va fer una petició al govern dels Estats Units d'obrir la seva pròpia investigació sobre la mort de la seva tia, així com la reunió amb el secretari d'Estat Antony Blinken. L'octubre de 2022 es va reunir amb el papa Francesc en una missa commemorativa per a la seva tia.
Va ser nomenada com una de les 100 dones de la BBC el 2022. També va ser inclosa com una de la llista de TIME100 per al 2022 per la seva «exigència pública d'escrutini del tracte que Israel fa als palestins».